# Nazionale maschile di rugby a 15 del Madagascar
La nazionale malgasci di rugby a 15 è la selezione maschile di rugby a 15 (o Rugby union) che rappresenta il Madagascar in ambito internazionale.
Selezione già operativa in via non ufficiale nel 1957, dal 1963 opera sotto la giurisdizione della Fédération Malagasy de Rugby ed è inquadrata nelle nazionali in via di sviluppo (Developmental) dall'organismo internazionale World Rugby.
Essa non ha mai preso parte ad alcuna edizione della Coppa del Mondo di rugby, ma partecipa regolarmente alla Rugby Africa Cup, il campionato continentale, della quale è stata finalista nel 2005 e nel 2007.
I giocatori che compongono la squadra nazionale sono comunemente noti col soprannome di Makis, in italiano: "lemuri", una delle principali specie endemiche del Paese, che prima di ogni incontro internazionale eseguono una danza di guerra simile alla Haka.